# Justicia insularis
Justicia insularis là một loài thực vật có hoa trong họ Ô rô. Loài này được T. Anderson mô tả khoa học đầu tiên.